# Liste des ministres sud-africains du Commerce et de l'Industrie
Le ministre du commerce et de l'industrie d'Afrique du Sud est le chef politique du département ministériel du gouvernement chargé de la politique commerciale et de la politique industrielle. Les personnalités politiques qui occupent ces fonctions sont notamment chargés de la promotion du développement économique, des Black Economic Empowerment, du droit commercial (notamment le droit des sociétés et le droit de la propriété intellectuelle), la promotion et la réglementation du commerce international et la protection des consommateurs.
Le ministre du Commerce et de l'Industrie est secondé par deux sous-ministres.
Créé en 1910 lors de la formation de l'union sud-africaine, ce département ministériel du gouvernement sud-africain s'est longtemps aussi appelé Ministère des Affaires économiques. Il a parfois été associé au département des mines ou à celui du tourisme. En 2019, dans le second gouvernement Ramaphosa, il a fusionné avec l'ancien ministère du développement économique (qui avait été créé en 2009) et dont le nom n'est pas repris dans l'intitulé. 
Le département ministériel du Commerce et de l'industrie est situé au 77 Meintjies Street, quartier de Sunnyside à Pretoria.

## Liste des ministres sud-africains du commerce et de l'industrie ou des affaires économiques
| #   | Nom du ministre                  |  | Nom du Ministère                                                            | période                                       | parti    |
| --- | -------------------------------- |  | --------------------------------------------------------------------------- | --------------------------------------------- | -------- |
| 1.  | Frederick Robert Moor            |  | Ministre du commerce et de l'industrie                                      | 1910 - 1911                                   | SAP      |
| 2.  | George Leuchars                  |  | Ministre du commerce et de l'industrie                                      | 1911 - 1912                                   | SAP      |
| 3.  | François Stephanus Malan         |  | Ministre des mines et de l'industrie                                        | 20 décembre 1912 - 30 juin 1924               | SAP      |
| 4.  | Frederick William Beyers         |  | Ministre des Mines et de l'Industrie                                        | 30 juin 1924 - 30 août 1929                   | NP       |
| 5.  | Adriaan Paulus Johannes Fourie   |  | Ministre des Mines et de l'Industrie Ministre du commerce et de l'Industrie | 30 août 1929 - 31 mars 1933 - 8 novembre 1938 | NP/UP    |
| 6.  | Oswald Pirow                     |  | Ministre du commerce et de l'industrie                                      | 1938 - 1939                                   | UP       |
| 7.  | Richard Stuttaford               |  | Ministre du commerce et de l'industrie                                      | 1939 - 1941                                   | UP       |
| 8.  | Sidney Frank Waterson            |  | Ministre du commerce et de l'industrie Ministre du développement économique | 1941 - 1944 - 1948                            | UP       |
| 9.  | James Wellwood Mushet            |  | Ministre du développement économique                                        | janvier 1948 - juin 1948                      | UP       |
| 10. | Eric Louw                        |  | Ministre des Affaires économiques                                           | 4 juin 1948 - novembre 1954                   | NP       |
| 11. | Albertus Johannes Roux van Rhijn |  | Ministre des Affaires économiques                                           | 1954 - 1958                                   | NP       |
| 12. | Nicolaas Johannes Diederichs     |  | Ministre des Affaires économiques                                           | 1958 - 1967                                   | NP       |
| 13. | Jan Haak                         |  | Ministre des Affaires économiques                                           | 1967 - 1970                                   | NP       |
| 14. | Lourens Muller                   |  | Ministre des Affaires économiques                                           | 1970 - 1974                                   | NP       |
| 15. | Owen Horwood                     |  | Ministre des Affaires économiques                                           | 1974 - 1975                                   | NP       |
| 16. | Chris Heunis                     |  | Ministre des Affaires économiques                                           | 1975 - 1979                                   | NP       |
| 17. | Schalk van der Merwe             |  | Ministre du Commerce, de l'Industrie et de la Consommation                  | 20 juin 1979 - 6 octobre 1980                 | NP       |
| 18. | Dawie de Villiers                |  | Ministre de l'Industrie, du Commerce et du Tourisme                         | 1980-1986                                     | NP       |
| 19. | Daniel Steyn                     |  | Ministre des Affaires économiques et des technologies                       | 1986 - 1989                                   | NP       |
| 20. | Kent Durr                        |  | Ministre du commerce, du tourisme et de l'industrie                         | 1989-1991                                     | NP       |
| 21. | Org Marais                       |  | Ministre du commerce et de l'industrie                                      | 1991-1992                                     | NP       |
| 22. | Derek Keys                       |  | Ministre du commerce, de l'industrie et de la coordination économique       | 1992-1994                                     | NP       |
| 23. | Trevor Manuel                    |  | Ministre du commerce et de l'industrie                                      | mai 1994 - avril 1996                         | ANC      |
| 24. | Alec Erwin                       |  | Ministre des Entreprises publiques, du commerce et de l'industrie           | 4 avril 1996 - 28 avril 2004                  | ANC      |
| 25. | Mandisa Mpahlwa                  |  | Ministre du commerce et de l'industrie                                      | 2004-2009                                     | ANC      |
| 26. | Rob Davies                       |  | Ministre du commerce et de l'industrie                                      | 11 mai 2009 - 31 mai 2019                     | ANC/SACP |
| 27. | Ebrahim Patel                    |  | Ministre du commerce et de l'industrie                                      | 31 mai 2019 - 19 juin 2024                    | ANC      |
| 28. | Parks Tau                        |  | Ministre du commerce et de l'industrie                                      | Depuis le 30 juin 2024                        | ANC      |